# Boyalı, Güdül
Boyalı là một xã thuộc huyện Güdül, tỉnh Ankara, Thổ Nhĩ Kỳ. Dân số thời điểm năm 2011 là 222 người.